# Миртовський Микола Васильович

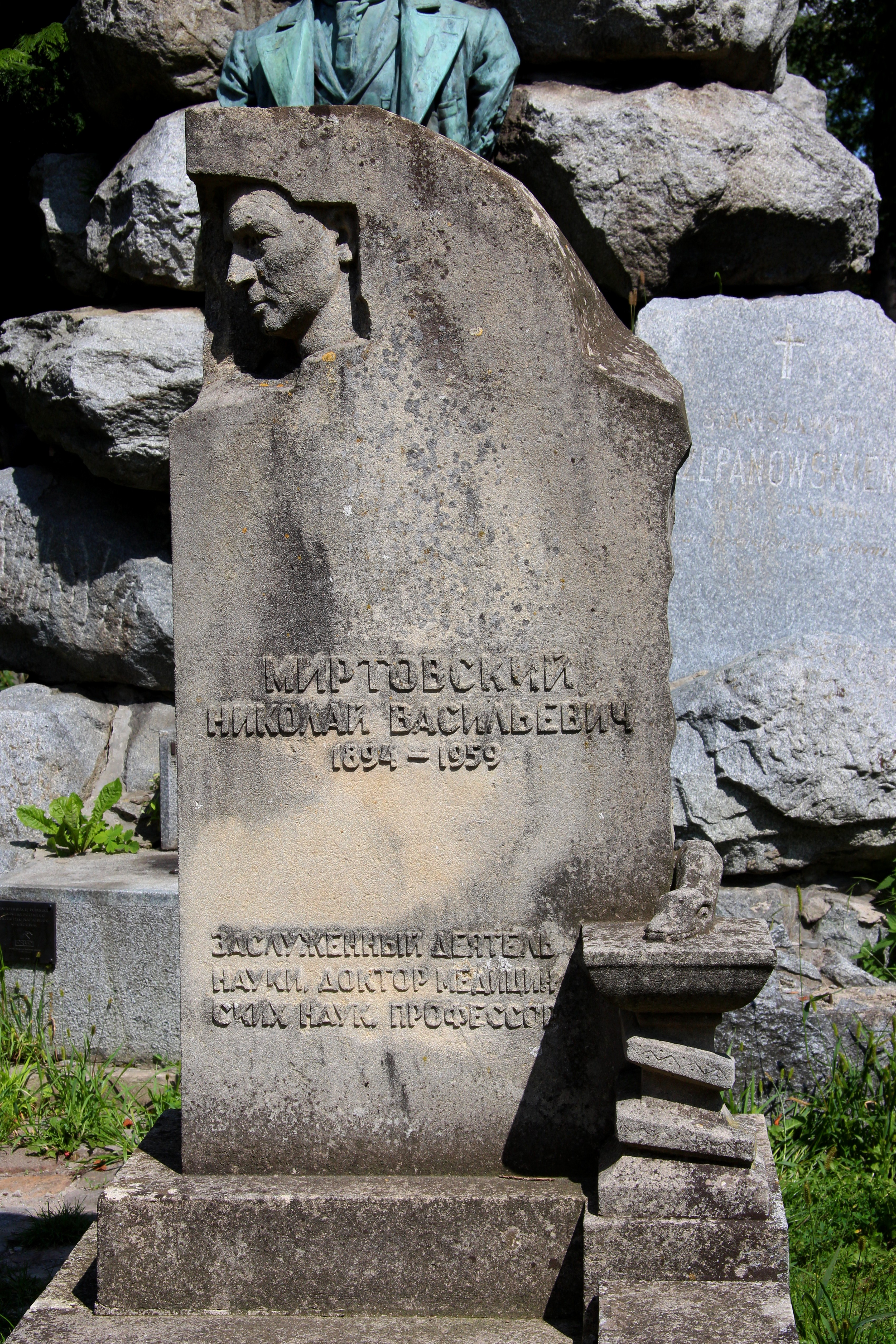

Микола Васильович Миртовський (1894, місто Саратов, тепер Саратовської області, Російська Федерація — 16 квітня 1959, місто Львів Львівської області) — український радянський діяч, лікар-невропатолог, заслужений діяч науки УРСР, професор (1940), доктор медичних наук (1936). Депутат Верховної Ради УРСР 2-го скликання.

## Біографія
Народився у родині присяжного повіреного та вчительки народної школи. У 1912 році закінчив Саратовське реальне училище і склав екзамени на атестат зрілості.
У 1912 році поступив на медичний факультет Саратовського університету, займався репетиторством. У 1915 році, перейшовши на останній курс університету, провів добровольцем декілька місяців у російській армії на Кавказькому фронті, де працював у польовому госпіталі на території Персії. У 1916 році закінчив медичний факультет і до початку 1917 року працював ординатором психіатричної лікарні міста Саратова.
У 1917 роках — ординатор лазарету дивізії російської армії на Північно-Західному фронті. Після Лютневого перевороту 1917 року був обраний членом солдатського комітету дивізії і призначений на місце головного лікаря лазарету.
У грудні 1917 році повернувся до міста Саратова, де незабаром був обраний ординатором медичного факультету Саратовського університету. З 1920 року працював штатним асистентом, з 1922 року — старшим асистентом, а з 1925 року — приват-доцентом (після успішного захисту дисертації).
У 1930 році переїхав до міста Дніпропетровська. У 1930—1932 роках — завідувач кафедри нервових хвороб Дніпропетровського інституту удосконалення лікарів. У 1932—1941 роках — завідувач кафедри нервових хвороб Дніпропетровського медичного інституту. З січня 1937 року виконував обов'язки декана лікувального факультету медичного інституту, а з 1938 року працював заступником директора Дніпропетровського медичного інституту з навчальної і наукової роботи.
Під час німецько-радянської війни перебував у евакуації в східних районах СРСР, організовував нейрохірургічні госпіталі у містах Орджонікідзе, Єревані, Куйбишеві. У 1941 році — професор кафедри нервових хвороб Ставропольського медичного інституту. У 1941—1943 роках — завідувач кафедри нервових хвороб Північно-Осетинського медичного інституту. У 1943—1944 роках — завідувач кафедри нервових хвороб Куйбишевського медичного інституту. У 1944 році повернувся до міста Дніпропетровська.
У 1944—1955 роках — завідувач кафедри нервових хвороб та заступник директор Дніпропетровського медичного інституту з навчальної роботи.
У 1955 — квітні 1959 р. — завідувач кафедри нервових хвороб (неврології) Львівського медичного інституту.
Напрями наукових досліджень: центральні механізми регуляції діяльності вегетативної нервової системи; дослідження впливу вегетативної нервової системи на метаболізм, терморегуляцію, серцево-судинну систему; вивчення гуморального обміну при захворюваннях нервової системи, зокрема, взаємозв'язків між метаболізмом кальцію і судомним синдромом, епілепсією, тетанією; клінічні експерименти з тканинної терапії пацієнтам прищитоподібних залоз; вегетативна і біохімічна симптоматика уражень органів центральної нервової системи; вивчення патогенезу, клінічної симптоматики та лікування ботулізму; дослідження патогенезу і клініки гострих порушень мозкового кровообігу. Автор понад 40 наукових праць, серед них 2 монографії.
Помер у місті Львові. Похований на  1б полі Личаківського цвинтаря.

## Нагороди
- ордени
- медалі
- заслужений діяч науки УРСР (1948)